# Musée mémorial Seichō Matsumoto
Le musée mémorial Seichō Matsumoto (北九州市立松本清張記念館, Kitakyūshū-shiritsu Matsumoto Seichō kinenkan, angl. Matsumoto Seicho Memorial Museum) est un musée littéraire en Japon consacré à l'écrivain Seichō Matsumoto, situé à Kitakyūshū dans la préfecture de Fukuoka.

## Présentation
Inauguré en 1998, le musée expose des panneaux graphiques pour présenter une collection d'œuvres de Seichō Matsumoto et les articles connexes (ses manuscrits, lettres, produits préférés, etc.). La salle d'étude, la bibliothèque et la salle de réception de Seichō, intitulée "Le château de la pensée et de la création", sont exposées au musée. Ils ont été transférés de sa résidence à Suginami, Tokyo où il a passé la seconde moitié de sa vie. En plus de ces expositions permanentes, des expositions spéciales concernant l'auteur sont souvent organisées,.
Le musée est également un centre de recherche sur Seichō Matsumoto et publie des revues de recherche chaque année. Il a décerné le Prix Kan-Kikuchi en 2008 pour les activités de recherche.

## Données du bâtiment
- Plans : Cabinet d'architecture selon l'architecte Tadanaga Miyamoto (宮本 忠長?)[5]
- Ouverture : 4 août 1998
- Construction : Bâtiment de deux étage en béton armé
- Superficie du mémorial : 1 583,50 m2
- Superficie totale de la propriété : 3 391,69 m2
- Adresse: 2-3-3 Jōnai, Kokurakita-ku, Kitakyushu-shi, Fukuoka 803-0813